# Ровето (Перуђа)
Ровето је насеље у Италији у округу Перуђа, региону Умбрија.
Према процени из 2011. у насељу је живело 52 становника. Насеље се налази на надморској висини од 541 м.